# Estat sense litoral

Estats sense litoral arreu del món (en vermell els que es troben envoltats d'altres estats sense sortida al mar).

Un estat sense litoral és, d'acord amb el que estableix l'article 124.1.a) de la Convenció de les Nacions Unides sobre el Dret de la Mar de 1982, un estat que no té costa marítima. El 2018 hi havia al món un total de 44 països sense accés al mar, dos d'ells doblement, en estar envoltats d'altres països sense accés tampoc. El més extens dels països és Kazakhstan, i el més poblat Etiòpia.
La Convenció reconeix una sèrie de drets als estats sense litoral, que es detallen a continuació:
- Dret d'accés al mar i des del mar i llibertat de trànsit: els estats sense litoral gaudiran de llibertat de trànsit a través del territori dels estats de trànsit per tots els mitjans de transport.
- L'exercici d'aquest dret no podrà ser objecte de gravamen.
- Possibilitat de crear zones franques o d'establir altres facilitats duaneres en els ports d'entrada i sortida dels estats de trànsit, mitjançant acord entre aquests estats i els estats sense litoral.
- Igualtat de tractament en els ports de mar: els vaixells amb pavelló d'estats sense litoral gaudiran en els ports marítims del mateix tractament que el concedit a altres vaixells estrangers.

## Llista de països sense sortida al mar[4]
| - Afganistan - Andorra - Armènia - Macedònia del Nord - Àustria - Azerbaidjan* - Belarús - Bhutan - Bolívia*** | - Botswana - Burkina Faso - Burundi - República Centreafricana - Txad - Ciutat del Vaticà - República Txeca - Etiòpia - Eslovàquia | - Hongria - Kazakhstan* ** - Kirguizstan - Laos - Lesotho - Liechtenstein - Luxemburg - Malawi - Mali | - Moldàvia - Mongòlia - Nepal - Níger - Paraguai*** - Ruanda - San Marino - Sèrbia - Swazilàndia | - Suïssa - Tadjikistan - Turkmenistan* - Uganda - Uzbekistan ** - Zambia - Zimbàbue |

- * Aquests estats tenen sortida a la mar Càspia
- ** Aquests estats tenen sortida a la Mar d'Aral
- *** Aquests estats tenen sortida a l'oceà Atlàntic per mitjà de l'hidrovia riu Paraguai-riu Paranà-Riu de la Plata